# Niccolò Scolari
Niccolò Scolari (zm. 1200) – włoski kardynał. Pochodził z Rzymu i był bratankiem papieża Klemensa III.
Przez wiele lat (do 1193) był administratorem kościoła benedyktyńskiego San Lorenzo w Kapua. Na konsystorzu w 1190 jego wuj Klemens III mianował go kardynałem. Między 23 października a 19 grudnia 1190 podpisywał bulle papieskie jako diakon Świętego Kościoła Rzymskiego, 17 lutego 1191 jako diakon S. Lucia in Silice, a między 15 maja 1191 a 4 sierpnia 1200 jako diakon Santa Maria in Cosmedin. Uczestniczył w papieskiej elekcji 1191 i elekcji 1198. Przez pierwsze dwa lata pontyfikatu Innocentego III działał jako audytor w kurii papieskiej. Zmarł między sierpniem a grudniem 1200.